# 篠塚義男
篠塚 義男（しのづか よしお、1884年（明治17年）9月15日 - 1945年（昭和20年）9月17日）は、日本陸軍の軍人。最終階級は陸軍中将・正三位・勲一等・功二級。東京府東京市出身。
熊本地方幼年学校・中央幼年学校・陸軍士官学校をいずれも全て首席で卒業したが、陸軍大将に進級できず、終戦後に自決した。

## 経歴
明治17年9月15日、陸軍会計軍吏で大阪府士族の篠塚義春の子として生まれる。
陸軍士官学校第17期（1番/363名）、陸軍大学校第23期（恩賜,5番/52名）。
官報によると陸士の同期には、松村正員（中将、2番）、飯田貞固（中将、4番）、鈴木重康（中将、6番）、東條英機（大将、12番）、江橋英次郎（中将、19番）、荻洲立兵（中将、31番）、後宮淳（大将、39番）、渡久雄（中将、41番）、侯爵・前田利為（大将、79番）、岩松義雄（中将、121番）等、錚々たる人物が名を連ねている。
尉官時代、歩兵第1連隊長だった宇都宮太郎（大将、陸士旧7期、陸大6期優等）と親しく交流し、宇都宮日記に名が見える。
日中戦争勃発後、1938年（昭和13年）6月第10師団長、1939年（昭和14年）9月には第1軍司令官として中国大陸を転戦、1941年（昭和16年）6月には軍事参議官兼陸軍士官学校校長として1942年4月まで将校の錬成の任に当たった。
終戦後、1945年（昭和20年）9月17日、東京都渋谷区の自宅で右頸動脈を斬り自決死去につき祭資並びに幣帛が下賜された。
墓所は青山霊園1-イ-10にある。軍事参議官として大東亜戦争開始に賛成したことを、その信念は変わらないとしながらも、今日の運命に至った責任を感じ、陛下と戦没者及び遺族並びに国民各位に陳謝するとした。大江志乃夫によれば、上級将校としては、天皇と並べてとはいえ、事態を一般国民に謝罪した極めて稀な例という。

## 年譜
- 熊本地方幼年学校卒業（首席）
- 中央幼年学校　 卒業（首席）
- 1905年（明治38年）  3月 陸軍士官学校卒業（17期、首席）
- 4月21日 　 任 歩兵少尉、補 歩兵第1聯隊附[4]
- 1907年（明治40年）12月21日 　 任 歩兵中尉
- 1911年（明治44年）11月 陸軍大学校卒業（23期、5位、恩賜の軍刀）
- 1914年（大正3年）  1月　　　　補 陸軍省軍務局（獨国駐在）
- 9月28日　  任 歩兵大尉・歩兵第1連隊中隊長
- 1917年（大正6年）  9月 1日時点　陸軍省軍務局（瑞西国駐在）
- 1920年（大正9年）  8月10日　  任 歩兵少佐
- 1923年（大正12年） 9月 1日時点　陸軍省軍務局課員
- 1924年（大正13年） 8月20日 　 任 歩兵中佐
- 11月29日 　 補 墺国在勤帝国公使館附武官洪国在勤帝国公使館附武官
- 1927年（昭和2年）  2月22日　  補 近衛歩兵第3連隊付
- 1928年（昭和3年）　8月10日 　 任 歩兵大佐、補 参謀本部庶務課長
- 1931年（昭和6年）　8月 1日 　 補 歩兵第1連隊長
- 1933年（昭和8年）　3月18日 　 任 少将
- 1935年（昭和10年） 8月 1日 　 補 近衛歩兵第1旅団長
- 1936年（昭和11年） 3月 7日 　 補 独立混成第1旅団長
- 12月 1日 　 補 中将
- 1937年（昭和12年） 3月 1日 　 補 陸軍士官学校長
- 1938年（昭和13年） 6月18日 　 補 第10師団長
- 1939年（昭和14年） 9月 7日 　 補 第1軍司令官
- 1941年（昭和16年） 6月20日 　 補 軍事参議官兼陸軍士官学校長
- 1942年（昭和17年） 4月 1日　  補 軍事参議官
- 6月 2日 　 予備役
- 1945年（昭和20年） 9月17日  　 自決

## 親族
- 弟の篠塚春世は刑法学者
- 妻は陸軍中将の長谷川直敏の長女